# Rémondans-Vaivre
Rémondans-Vaivre település Franciaországban, Doubs megyében. Lakosainak száma 206 fő (2022. január 1.). Rémondans-Vaivre Écot, Dambelin, Goux-lès-Dambelin, Neuchâtel-Urtière, Pont-de-Roide-Vermondans és Solemont községekkel határos.

## Népesség
A település népessége az elmúlt években az alábbi módon változott:
| Lakosok száma | 58   | 155  | 181  | 211  | 230  | 233  | 234  | 233  | 224  | 206  |
|               | 1968 | 1982 | 1990 | 2006 | 2013 | 2015 | 2017 | 2019 | 2020 | 2022 |